# Trinomická rovnice
Trinomická rovnice je rovnice vyšších mocninových stupňů, která obsahuje dvě celočíselné mocniny neznámé a jeden z mocnitelů je dvojnásobkem druhého mocnitele. Lze je zapsat ve tvaru ax2n+bxn+c=0 . 
Další podmínkou definice je číslo n v oboru přirozených čísel větší jak 1 a zároveň a, b i c jsou komplexní čísla různá od nuly.
Rovnice se řeší substitucí členu xn za jinou proměnnou například y. Po této substituci se rovnice transformuje na kvadratickou rovnici ay2+by+c=0. Řešením kvadratické rovnice jsou dva racionální kořeny y, které postupně dosadíme do nahrazeného výrazu  y=xn
z čehož plyne, že x={\displaystyle {\sqrt[{n}]{y}}} 
a získáme několik racionálních řešení pro x.